# Projekttheater Vorarlberg
Das Projekttheater Vorarlberg ist ein Theater-Verein, welcher im Jahr 1988 von Sieglinde Müller und Dietmar Nigsch gegründet wurde. Gespielt wurde anfangs in einem „Theaterzelt“ im Großwalsertal. Erstes Stück war Die Wirtin von Peter Turrini.
Pro Jahr werden unter der künstlerischen Leitung von Susanne Lietzow zwei Inszenierungen produziert, welche an 30 bis 40 Gastspielorten realisiert werden. Das Projekttheater besitzt kein eigenes Haus und sucht jedes Mal einen neuen Proben- und Aufführungsort, hauptsächlich in Feldkirch. Seit 1995 gibt es Gastspiele in ganz Österreich, Bayern und Südtirol.
Derzeit besteht das Bühnen-Ensemble aus Dietmar Nigsch, Maria Hofstätter, Susanne Lietzow, Martina Spitzer und Peter Radstüber. Bühnen- und Kostümbildnerin ist
Marie-Luise Lichtenthal.

## Auszeichnungen
- 1998 erhielt das Theater den Preis der Internationalen Bodenseekonferenz für Die Präsidentinnen von Werner Schwab.
- 2006 erhielt das Projekttheater Vorarlberg den Nestroy-Theaterpreis für die Beste Off-Produktion How much, Schatzi? von Hans Carl Artmann.
- 2012 ORF – "Hörspiel des Jahres 2011" für Weiter leben von Ruth Klüger mit Maria Hofstätter und Martina Spitzer[1].